# Platygaster salvadorae
Platygaster salvadorae är en stekelart som beskrevs av Rao 1950. Platygaster salvadorae ingår i släktet Platygaster och familjen gallmyggesteklar. Inga underarter finns listade i Catalogue of Life.